# Pierre II Mignard
Pour les articles homonymes, voir Mignard et Pierre Mignard (homonymie).
Pierre II Mignard, dit « le chevalier Mignard », né le 20 février 1640 à Avignon et mort dans cette même ville le 10 avril 1725, est un peintre et architecte français.

## Biographie
Pierre II Mignard est le fils aîné du peintre Nicolas Mignard, dit « Mignard d'Avignon », et le neveu du peintre Pierre Mignard, dit « Mignard le Romain ». Après de solides études au collège des Jésuites, il accompagne en 1658 son oncle et homonyme Pierre Mignard, qui rentre de Rome à Paris et s'est arrêté quelques mois chez son frère.
À Paris, Pierre II  Mignard obtient rapidement un brevet de peintre de la reine (1662), puis assiste son père, que Louis XIV a appelé dans la capitale, dans le décor du petit appartement bas du roi au palais des Tuileries. C'est lui qui achève cet important cycle de peintures sur le thème d'Apollon après la mort de son père en 1668. L'année suivante, il est mandaté par Colbert pour lever les plans et dessins des antiquités de Provence. À peine ce travail achevé, Colbert l'envoie en Italie pour un voyage d'études de plusieurs mois en compagnie de son propre fils, le marquis de Seignelay, et du mathématicien et architecte François Blondel. Rentré à Paris, il est le 31 décembre 1671 parmi les six fondateurs de l'Académie royale d'architecture, dont il suit ensuite les travaux avec une remarquable assiduité.
Pour une raison inconnue, Mignard quitte la capitale au printemps 1679 et revient s'installer à Avignon, où il mettra en application son double talent de peintre et d'architecte. Il y élèvera des hôtels particuliers, des monuments publics et nombre d'édifices religieux, dont certains se pareront en plus de toiles de sa main. Dans une ville où l'architecture est encore dominée par des artistes de la génération précédente, comme Louis-François de Royers de la Valfenière, il introduit la simplicité et le « grand goût » de l'art du Roi-Soleil. Ses œuvres empreintes de majesté et de noblesse ne dédaignent pas les références à François Mansart, envers qui l'Académie Royale d'Architecture témoigna longtemps du plus grand intérêt. 
Un de ses plus remarquables chantiers est l'abbaye de Montmajour, où il construit à partir de 1703 un bâtiment neuf pour la congrégation de Saint-Maur. Son projet, extrêmement novateur et ambitieux, ne pourra être mené totalement à bien et c'est un bâtiment partiellement inachevé que la Révolution détruira à la fin du siècle, nous privant ainsi d'un jalon remarquable et très précoce de l'évolution de l'architecture monastique au XVIIIe siècle.
En 1701, pour le remercier des services rendus à la vice-légation - outre ses travaux édilitaires, il a arbitré des litiges avec les officiers du roi à propos des digues du Rhône - le pape le fait chevalier de l'ordre du Christ.
Alors que son activité est à peine ralentie par l'âge, Mignard est victime en 1716 d'une attaque cérébrale qui le laisse pour quelque temps hémiplégique et interrompt brutalement sa carrière artistique. Il meurt en 1725 et est enterré dans la Collégiale Saint-Agricol d'Avignon où se trouve son monument funéraire. Outre son portrait en médaillon, on y voit une longue épitaphe qui rappelle ses nombreux titres et sa filiation artistique.

## Famille
- Pantaléon Mignard, marchand armurier[2]. L'anecdote selon laquelle Pierre Mignard aurait été un officier anglais, au service du futur Henri IV, du nom de Pierre More qui aurait changé son nom en Mignard vient de l'abbé de Monville[3], qui écrivait sous la dictée de la Comtesse de Feuquière. Cette prétendue filiation est reconnue depuis longtemps comme infondée.
  - Pierre Mignard, chapelier, marié à Marie Gallois[4]. 
    - Nicolas Mignard (1606-1668) dit Mignard d'Avignon, marié avec Marguerite Apvril
      - Pierre Mignard (1640-1725), dit le chevalier Mignard, marié avec Dorothée Dupont
      - Paul Mignard (1641-1691), peintre, marié avec Marie-Madeleine Chenard - A son décès, ses enfants furent recueillis à Avignon par son frère Pierre II
        - Pierre Mignard (1674-1734), marié avec Catherine Mauche
          - Pierre-François Mignard (1728-1801), peintre, marié à Marie-Rose-Esprite Naveau
            - Marie-Rose Mignard (1754-1824), mariée avec Monyer de Prilly
              - Marie-Joseph-François-Victor Monyer de Prilly (1775 - 1860), évêque de Châlons en Champagne

        - Noël-Paul Mignard (1678-1731), peintre ?, marié avec Anne-Marie Fuzet-Imbert
          - Pierre-Paul Mignard (1717-1739) marié avec Marie-Barbe Susterre

    - Pierre Mignard (1612-1695)[5], dit Mignard le Romain, marié fin 1656 avec Anna Avolara, fille Juan Carlo Avolara, architecte romain[6], avant que le roi lui ordonne de revenir en France.
      - Charles Mignard, gentilhomme de Monsieur, mort sans descendance,
      - Pierre Mignard, entré dans l'ordre des Mathurins,
      - Pierre-Rodolphe Mignard, peintre, marié à Marie de Beauchâteau
        - Gabriel Mignard (1700- )
        - Anselme-Rodolphe Mignard (1704- )

      - Catherine Mignard (1657-1742), mariée en 1696 avec Jules de Pas (vers 1661-1741), comte de Feuquières, colonel du régiment de Feuquières, lieutenant général au gouvernement, province et évêché de Toul[7].

## Œuvres architecturales
Œuvres conservées

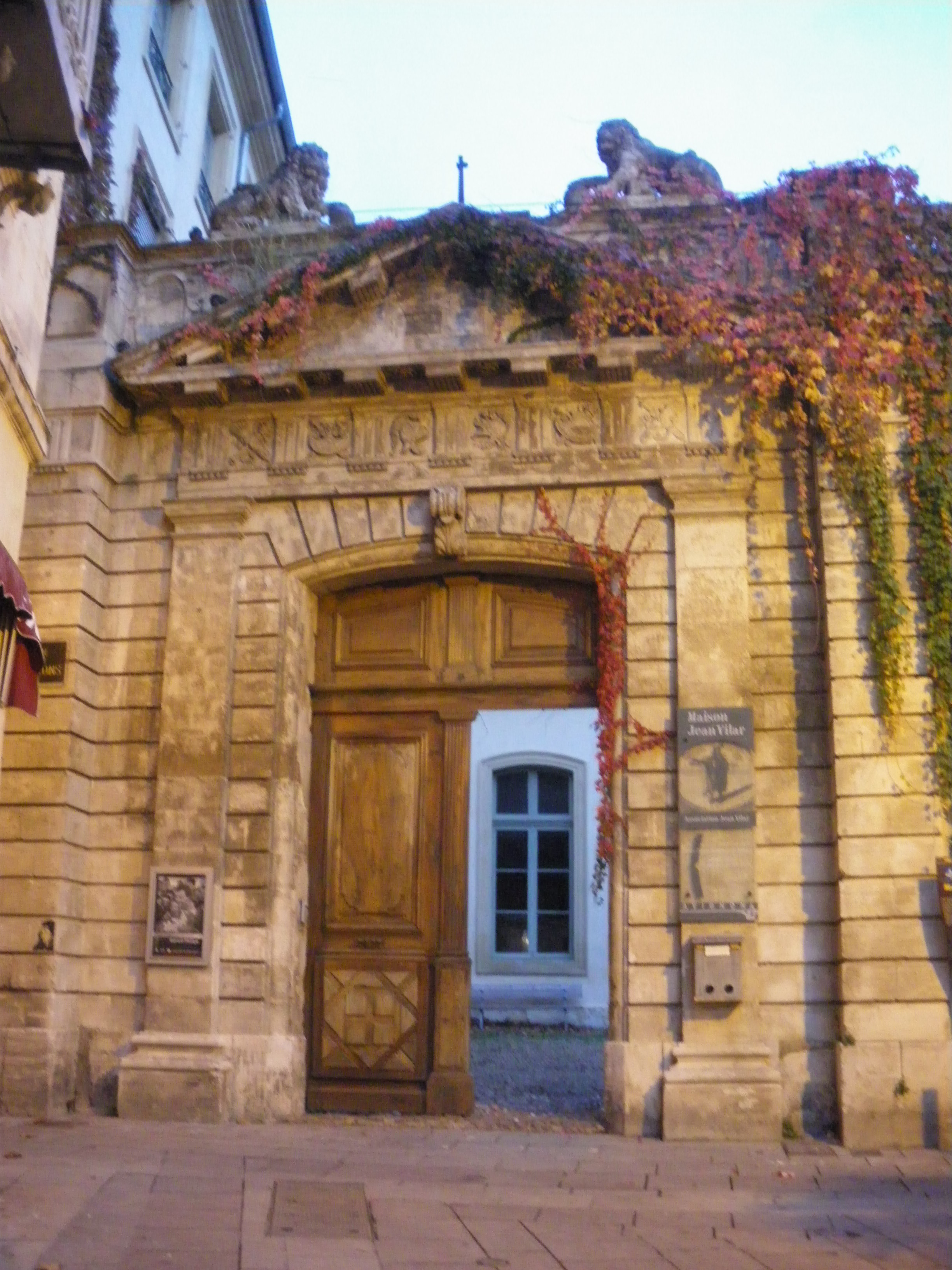
Portail de l'hôtel de Guyons de Crochans à Avignon.

- 1680, portail de l'hôtel de Guyons de Crochans, actuelle Maison Jean Vilar, à Avignon[8].
- 1681, bâtiment de la Charité de l'Isle sur la Sorgue.
- 1684 - 1685, hôtel de Tonduty, rues Petite Fusterie et Joseph Vernet à Avignon, avec un important décor de toiles, attribuées à tort à son père Nicolas[9].
- 1684, porte de ville de Beaumes de Venise[10].
- 1687, hôtel Madon de Châteaublanc, rue Banasterie à Avignon[11].
- 1687, hôtel de Vervins, ancienne livrée cardinalice de Saint-Martial, voisin et réplique du précédent[12], actuel Hôtel de la Mirande, place de la Mirande à Avignon[13].
- 1694, aménagements au château de Barbentane, salon au-dessus du vestibule d'entrée[14].
- 1694, sacristie de la Collégiale Saint-Agricol d'Avignon, avec ses boiseries[15].
- 1695, porte d'Avignon à Monteux[16].
- 1696, clocher de l'église de Mormoiron.
- 1696, maître-autel de l'église Notre-Dame de Grâces à Rochefort du Gard.
- Fin XVIIe, reconstruction de l'abbaye Saint-André à Villeneuve-les-Avignon[17].
- 1698, plafond boisé de la chapelle des Religieuses Notre-Dame à Avignon[18].
- De 1698 à 1704, travaux multiples au Collège du Roure.
- 1702, plafond du grand escalier de l'Hôtel-Dieu d'Avignon[19].
- 1703, abbaye de Montmajour, dépendant de la congrégation de Saint-Maur comme Notre-Dame de Grâces et Saint-André.
- 1703, abside de l'église de Malaucène.
- 1704-1705, reprise des façades du Collège Saint-Nicolas d'Annecy à Avignon[20].
- 1706, hôtel Sylvecane de Camaret rue de la Bonneterie à Avignon, bâtiment largement modifié dans les années 1930[21].
- 1707, reprises au couvent des Ursulines Royales (actuelle Maison du Roi René) à Avignon, avec les maîtres-maçons François et Jean-Baptiste Franque père et fils[22].
- 1708, église de Bédoin, achevée longtemps après son décès par son élève Pierre Thibault et par Jean-Baptiste I Péru.
- 1710, hôtel Elzéar de Capellis, plus tard Desmarez de Montdevergues, actuel siège du Conseil Général de Vaucluse à Avignon, avec les maîtres-maçons François et Jean-Baptiste Franque père et fils[23].
- 1713, tribunes de l'église de Courthézon[24].
- 1714, château d'Eguilles à Vedène, largement modifié par la suite[18].
- 1714, retable de la chapelle des Religieuses Notre-Dame à Avignon[18].

Œuvres détruites
- 1674, retable de la chapelle Saint-François de Salles de l'église des Visitandines d'Avignon[25].
- 1679, boiseries, stalles et lambris de la chapelle des Pénitents Blancs d'Avignon, aussitôt considérée comme la plus richement décorée de la ville. Les sculptures étaient de Jean Péru[26].
- 1682, porte d'Avignon (dite porte Saint Louis) à l'Isle sur la Sorgue, également sculptée par Jean Péru, détruite sous la Révolution française.
- 1683, stalles et boiseries de la cathédrale Notre-Dame des Doms d'Avignon.
- 1683, boucherie de la place de l'Horloge à Avignon, détruite en 1748 par Jean-Baptiste Franque qui la reconstruit rue du Vieux Sextier[20].
- 1684, porte Saint-Michel à Avignon, détruite par Viollet-le-Duc.
- 1685, clocher de l'église des religieuses de Saint-Laurent à Avignon[27].
- 1686, dessins et panneaux pour les plafonds de l'aile Carcassonne du château de Grignan[28].
- 1708, lambris et stalles du couvent de la Miséricorde à Avignon[29].
- 1713, tombeau des Galléans-Gadagne dans l'église de Châteauneuf de Gadagne[30].

Attributions vraisemblables
- L’hôtel de Brantes, 1687, au 2 rue Petite-Fusterie à Avignon[20].
- L’hôtel de Bassinet (puis des Taillades), 1704, rue Joseph Vernet à Avignon[31].

Attributions erronées
- Château de Barbentane, œuvre de Louis-François de la Valfenière[14].
- Monastère moderne de Saint-Martial, œuvre de Paul Rochas[32].

Œuvres diverses
- 1677, Mignard surveille à Paris, pour le compte de l'Académie Royale, la construction du portail du couvent des Feuillants[33].
- 1678, il donne depuis Paris un premier projet sans suite pour le tombeau de saint Bénézet aux Célestins d'Avignon, finalement construit en 1690 sur les plans de Jean Péru, peut-être avec sa collaboration[34].
- 1681, il dresse un projet pour l'église paroissiale de Bolléne, dont la construction ne sera entreprise que dans les années 1730, poursuivie par Jean-Pierre Franque en 1787 puis achevée par Prosper Renaux au XIXe siècle[35].
- 1683, le 26 mars, il se rend avec le vice-légat François Nicolini à la fontaine de Vaucluse, pour constater le niveau anormalement bas des eaux[36].
- 1685, il projette le percement de deux voies nouvelles dans la ville d'Avignon, dont l'une, de la place de l'Horloge au rempart Sud, préfigure la rue de la République[37].
- 1686, il dessine les décors peints pour l'entrée solennelle de l'Archevêque Mgr Montecatini[38].
- 1687, il lève en compagnie du père Bonfa, mathématicien jésuite, une carte du Comtat - elle sera gravée plus tard par Louis David[39].
- 1691, il intervient auprès du président des États du Languedoc au sujet du cours du Rhône[40].
- 1699, il expertise les travaux du temple protestant d'Orange, dont le grand arc a éclaté au décintrage. Mignard est d'avis de ne remplacer que les claveaux endommagés, mais c'est l'opinion de l'architecte nîmois Jacques Cubizol qui prévaudra et on reconstruira tout l'arc[41].
- 1701, il donne conjointement avec Jean Péru le dessin des décors peints pour l'entrée solennelle à Avignon des ducs de Berry et de Bourgogne, petits-fils de Louis XIV.

## Peintures et œuvres graphiques
- Marie de Lorraine, duchesse de Guise et princesse de Joinville (1684), gravure d'Antoine Masson d'après Pierre II Mignard, Cambridge, Fitzwilliam Museum[42]. Attribution extrêmement douteuse, voir discussion.
- Martyre de saint Denis, saint Eleuthère et saint Rustique, dessin, Avignon, musée Calvet[43].
- Martyre de saint Denis, saint Eleuthère et saint Rustique, toile, église paroissiale de Châteaurenard (13).
- Ascension du Christ avec les quatre docteurs de l'église latine, dessin, Avignon, musée Calvet[44].
- Ascension du Christ avec les quatre docteurs de l'église latine, toile, signée et datée 1674, Collégiale de l'Isle sur la Sorgue.
- Décor de l'hôtel de Tonduty, série de toiles sur le thème des quatre saisons et d'Apollon, Avignon, musée Calvet (dont une toile déposée à la Préfecture de Vaucluse).
- Jésus remettant les clefs à saint-Pierre, toile faisant partie, avec les trois suivantes, du décor peint vers 1710 pour les Pénitents Blancs d'Avignon, Avignon, musée Calvet.
- Le Christ ressuscité apparaissant aux femmes, toile, Avignon, musée Calvet.
- Les Pèlerins d'Emmaüs, toile, Avignon, musée Calvet.
- L'incrédulité de saint Thomas, toile, Avignon, musée Calvet.
- Saint Pierre repentant, toile, Pénitents Noirs d'Avignon.
- Sainte Madeleine, toile, Pénitents Noirs d'Avignon.
- Saint Dominique, toile, église paroissiale Saint-Symphorien les Carmes, Avignon[45].
- Assomption de la Vierge, toile, Avignon, cathédrale Notre-Dame des Doms[46].
- Annonciation, toile, Collégiale de l'Isle sur la Sorgue[47].

Œuvres de Pierre II Mignard
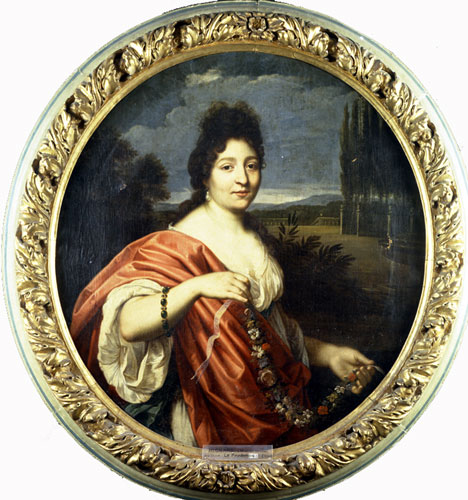
Allégorie de printemps Musée Calvet
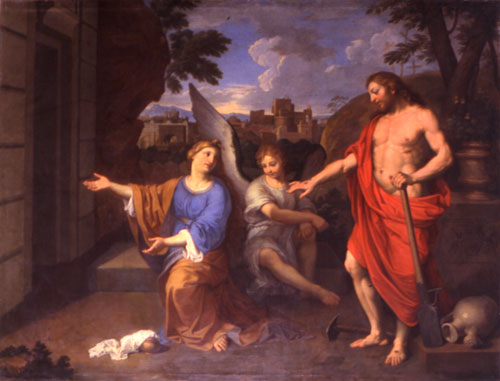
Noli me tangere Musée Calvet
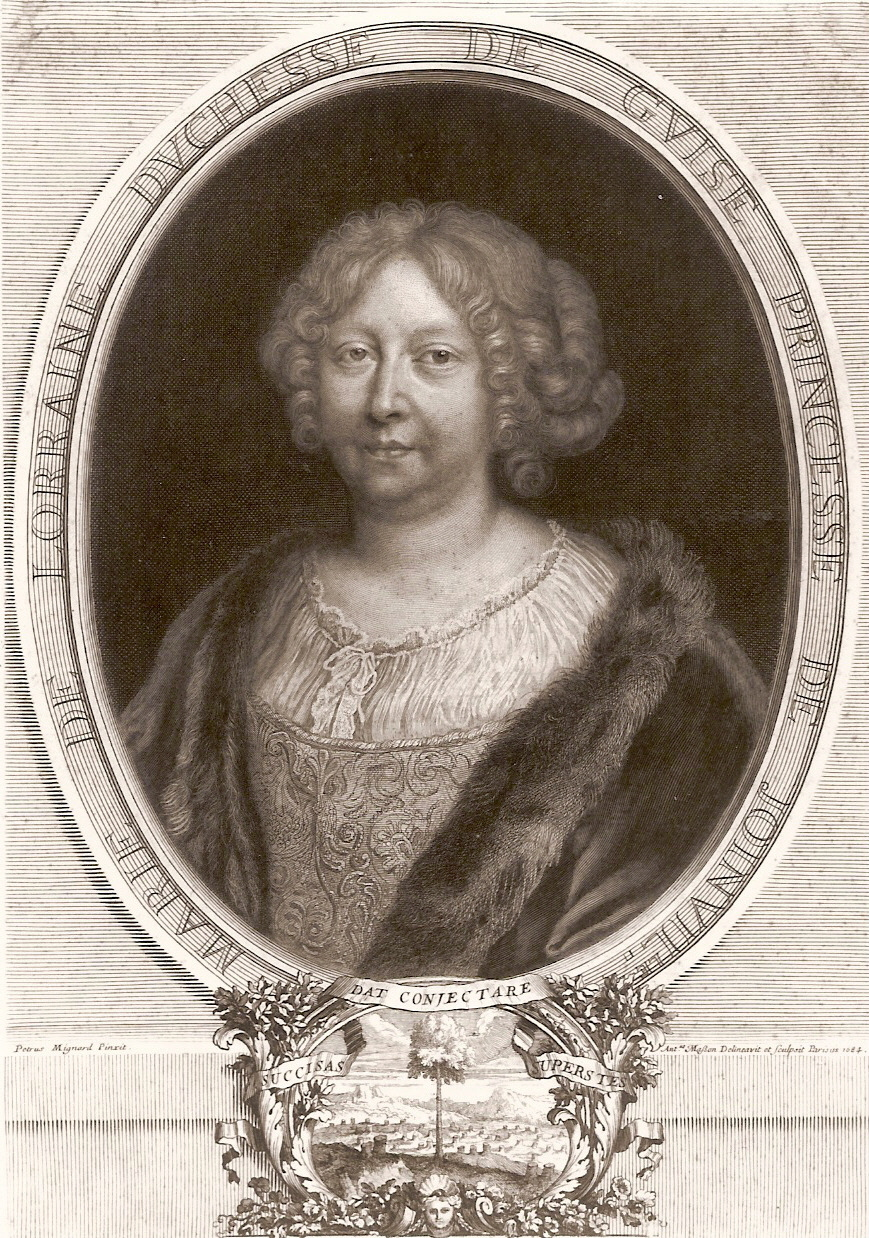
Marie de Lorraine, duchesse de Guise et princesse de Joinville (1684), gravure d'Antoine Masson d'après Pierre II Mignard, Cambridge, Fitzwilliam Museum